# Pipoca de canjica
A pipoca de canjica é um alimento à base de milho da subespécie Zea mays indurata ou outra parecida que não seja Zea mays erveta. Não é produzida pelo processo de fritura, como são as pipocas tradicionais, mas sim, por assamento. Em alguns lugares, as pessoas também a chama de pipoca do saquinho rosa.

## Outros nomes
Também é conhecida também como pipoca doce, pipoca de canhão, pipoca expandida e pipoca industrial

## Fabricação
A pipoca de canjica é produzida utilizando-se de um forno chamado de "canhão de expansão", onde o milho, depois de desgerminado, é depositado no interior da cuba deste equipamento. Lá, sob determinada temperatura, o milho se expande, estoura sem, no entanto, se despedaçar. Após isso, os grãos já estourados são empurrados para um silo de aço inox e peneirados para serem selecionados e separados de possíveis contaminantes. Em seguida, são levados para secagem, depois são depositados no "melaceador" ou "drajeadeira", onde são banhados com melaço de açúcar para adquirir o sabor adocicado.